# Kanton Chenôve
Der Kanton Chenôve ist seit 1973 ein französischer Kanton im Arrondissement Dijon, im Département Côte-d’Or und in der Region Burgund; sein Hauptort ist Chenôve. Vertreter im Generalrat des Départements war von 1976 bis 2015 Jean Esmonin (PS).

## Gemeinden
Der Kanton besteht aus zwei Gemeinden mit insgesamt 19.739 Einwohnern (Stand: 1. Januar 2022) auf einer Gesamtfläche von 20,27 km²:
| Gemeinde          | Einwohner 1. Januar 2022 | Fläche km² | Dichte Einw./km² | Code INSEE | Postleitzahl |
| ----------------- | ------------------------ | ---------- | ---------------- | ---------- | ------------ |
| Chenôve           | 14.299                   | 7,42       | 1.927            | 21166      | 21300        |
| Marsannay-la-Côte | 5.440                    | 12,85      | 423              | 21390      | 21160        |
| Kanton Chenôve    | 19.739                   | 20,27      | 974              | 2106       | –            |

Bis zur landesweiten Neuordnung der französischen Kantone im März 2015 gehörte zum Kanton Chenôve die sechs Gemeinden Chenôve, Longvic, Marsannay-la-Côte, Neuilly-lès-Dijon, Ouges und Perrigny-lès-Dijon. Sein Zuschnitt entsprach einer Fläche von 54,26 km km2. Er besaß vor 2015 einen anderen INSEE-Code als heute, nämlich 2138.